# Харпия (птица)
Вижте пояснителната страница за други значения на Харпия.
Харпията (Harpia harpyja) е една от най-големите и вероятно най-силната съвременна граблива птица.

## Физически характеристики
- Дължината на тялото – около 1 m.
- Размаха на крилете – около 2 m.
- Тегло – около 8-10 kg, като женските са по-едри.
- Полов диморфизъм – женските са по-едри.
- Оперение – контрастно в черно, бяло и сиво. Главата е увенчана с пера във формата на качулка или яка.
- Полет – ловък и маневрен, подобен на ястребовия.
- Ноктите на краката са дълги около 13 cm.

## Разпространение и местообитание
Разпространен е в Северна и Южна Америка. Обитава влажните тропични гори от южно Мексико до северна Аржентина.

## Начин на живот и хранене
Харпията е активно ловуваща месоядна птица. Основната ѝ плячка са средните по размер дървесни бозайници, като маймуни, ленивци и др. Също така атакува и различни видове птици.

## Размножаване
- Гнездо -
- Яйца -
- Мътене -
- Люпила на сезон -
- Моногамия/Полигамия -

## Природозащитен статус
- Червен списък на застрашените видове (IUCN Red list) – Почти застрашен (Near Threatened NT)[2]

## В културата
Национална птица на Панама. Използвана за модел на жар-птицата в една от сериите за Хари Потър.